# Ото I (Бавария)
Вижте пояснителната страница за други личности с името Ото I.
Ото I фон Вителсбах „Червената глава“ (на немски: Otto von Wittelsbach; Otto I der Rotkopf; * ок. 1117, Келхайм; † 11 юли 1183, Пфулендорф) от род Вителсбахи, е от 1180 г. херцог на Бавария.

## Биография
Син е на баварския пфалцграф Ото V (Шайерн) († 1156) и Хейлика от Ленгенфелд († 13 септември 1170), дъщеря на граф Фридрих III фон Ленгенфелд-Петендорф-Хопфенлое († 1119) и Хейлика от Швабия († сл. 1110), която е внучка на император Хайнрих IV и Берта Савойска († 1170).
Той е като Ото VIII граф от Шайерн, като Ото VI пфалцграф на Бавария (1117 – 1183), и от 1180 г. до смъртта си херцог на Бавария. С неговото издигане на херцог започва владетелството на Вителсбахите над Бавария, което се прекратява през 1918 г.
Неговият десегодишен син Лудвиг I го последва на трона под регентсвото на майка му Агнес.
- Паметник на Ото в Хофгартен в Мюнхен
- Паметник на Вителсбахския мост в Мюнхен

## Фамилия
Херцог Ото I се жени през 1169 г. в Келхайм за графиня Агнес от Лоон (1150 – 1191/1192), дъщеря на граф Лудвиг I от Лоон и Агнес от Мец. Двамата имат девет деца:
- Ото (1169 – 1181)
- София (1170 – 1238) ∞ 1196 ландграф Херман I от Тюрингия (1152 – 1217)
- Хейлика I (* 1171) ∞ 1184 Халграф Дитрих III фон Васербург (1142 – 1210)
- Агнес (1172 – 1200) ∞ 1186 граф Хайнрих фон Плайн († 1190)
- Рихарда (1173 – 1231) ∞ 1186 граф Ото I фон Гелдерн и Цютфен († 1207)
- Лудвиг I Келхаймски (1173 – 1231) ∞ 1204 принцеса Людмила от Бохемия (1170 – 1240), вдовица на граф Алберт III фон Боген
- Хейлика II (* 1176) ∞ 1190 граф Адалберт III фон Дилинген († 1214)
- Елизабет (* 1178) ∞ граф Бертхолд II фон Фобург († 1209)
- Мехтхилд (1180 – 1231)